# Энтероморфа меотическая
Энтеромо́рфа меоти́ческая или Энтероморфа азовская (лат. Ulva maeotica, ранее — Enteromorpha maeotica) — вид зелёных водорослей, относящийся к роду Ульва семейства Ульвовые.

## Описание
Слоевище светло-зелёное, вытянутое, яйцевидной или эллипсоидальной формы, на короткой ножке, которая слегка расширяется в подошву, и с отверстием на верхушке, 2—20 см в высоту, 0,5—0,8 см шириной. Клетки расположены беспорядочно, многоугольные, с закруглёнными углами, высота более ширины в 1,3—2 раза, 13—23 мкм в ширину, 12—38 мкм длиной. Хлоропласт с 2—7 пиреноидами.

## Распространение
Характеризуется азовско-черноморским ареалом, встречается у побережья России и Украины (Одесская, Херсонская, Запорожская области). Популяции локальные, небольшие.
Встречается также в Каркинитском заливе и на Одесском побережье. Молочный и Утлюкский лиманы, Бердянская коса, «Лебяжьи острова», Сиваш, Южный берег Крыма. Наблюдается тенденция к сокращению численности.

## Условия местообитания
На камнях, раковинах моллюсков в сублиторальной и псевдолиторальной зоне морей, иногда в опресненных водах.

## Угрозы, охрана
Угрозами являются антропогенная нагрузка (эвтрофикация). Занесена в Красную книгу Украины, природоохранный статус — редкий. Охраняется в ПЗ «Мыс Мартьян» и Крымском заповеднике («Лебединые острова»).